# Stockwell (métro de Londres)
Pour les articles homonymes, voir Stockwell (homonymie).
Stockwell (en anglais : Stockwell Underground Station) est une station de la Northern line (branche de Morden) et de la Victoria line du métro de Londres, en zone Travelcard 2. Elle est située sur la Clapham Road, à Kennington, sur le territoire du borough londonien de Lambeth.

## Situation sur le réseau
La station de correspondance Stockwell dispose de deux sous-stations : l'une est établie sur la branche de Morden de la Northern line, entre les stations Oval et Clapham North ; l'autre est sur la Victoria line, entre les stations Vauxhall et Brixton. Elle est en zone Travelcard 2.

## Histoire

### Première station
La station Stockwell est créée dans le cadre de la construction de la ligne de King William Street (en) à Stockwell, par le City & South London Railway (C&SLR). Cette « première ligne de chemin de fer électrique à grande profondeur » est inaugurée, le 4 novembre 1890, au terminus sud de Stockwell, par le futur roi Édouard VII, alors prince de Galles. L'ouverture du service passagers a lieu le 18 décembre 1890.

### Seconde station
Au cours des années 1920 la station souterraine est déplacée vers le sud et le bâtiment de surface d'origine est remplacé par un nouvel édifice, dû à l'architecte Charles Holden, construit au même emplacement.
Au cours de la Seconde Guerre mondiale un abri anti-aérien est construit sous la station souterraine. Il peut accueillir 600 personnes.
En 1971, une station est créée sur la Victoria line lors de son prolongement jusqu'à Brixton. Elle est mise en service le 23 juillet 1971. Des circulations d'échanges sont créés entre les deux stations souterraines et un nouveau bâtiment de surface est construit, en 1987, pour remplacer le précédent.
Dans le cadre des attentats de Londres du 21 juillet 2005, l'électricien brésilien Jean Charles de Menezes est tué le 22 juillet 2005 dans la station, à la suite d'une erreur d'identification par Scotland Yard.

## Services aux voyageurs

### Accès et accueil
La station est située au 256 Clapham Road. Le week-end la station est ouverte 24/24.

### Desserte
La fréquence des trains varie tout au long de la journée. En moyenne il passe une rame toutes les 4-6 minutes sur la Northern line et toutes les 3-5 minutes sur la Victoria line.

Installations et desserte
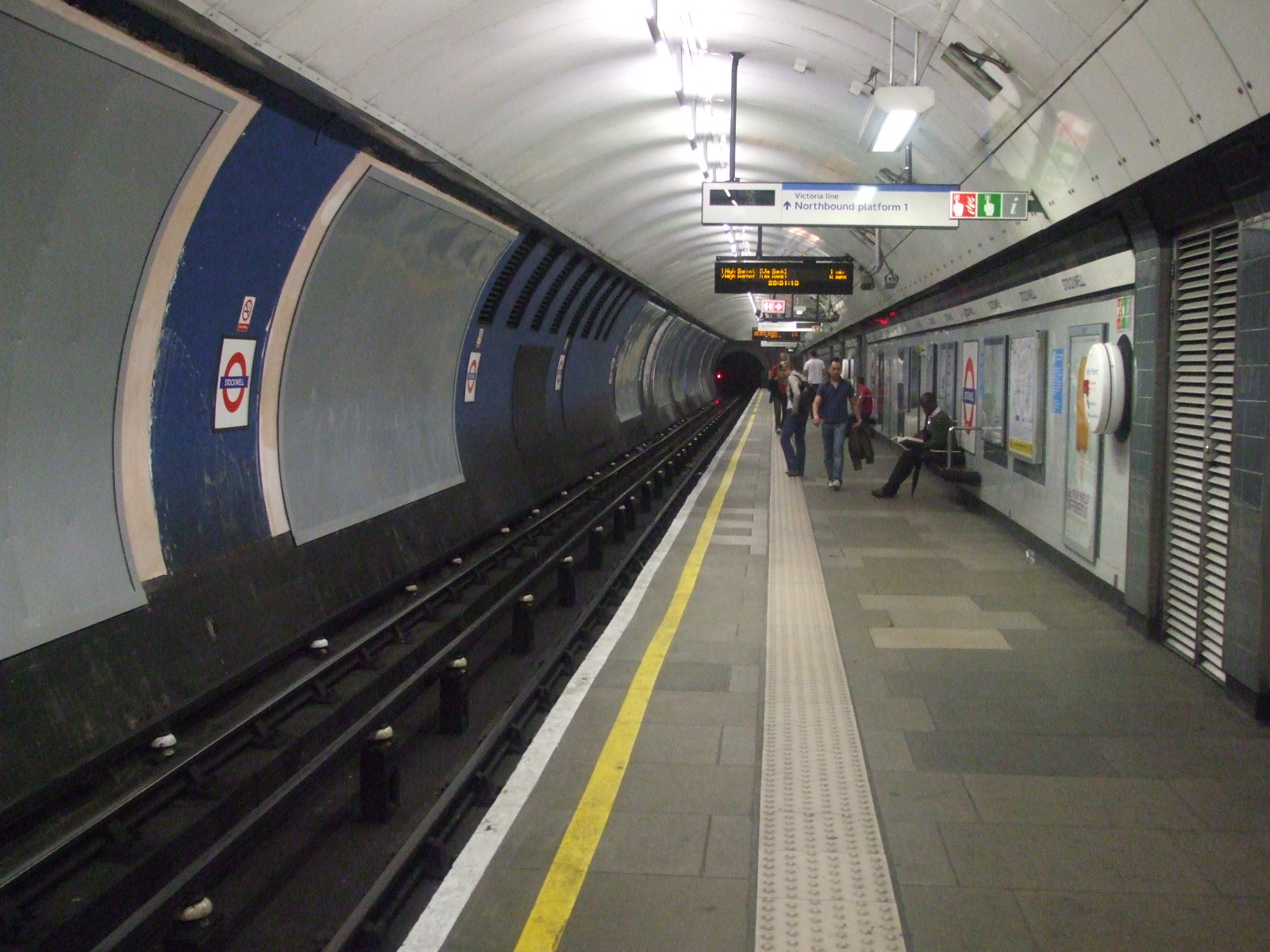
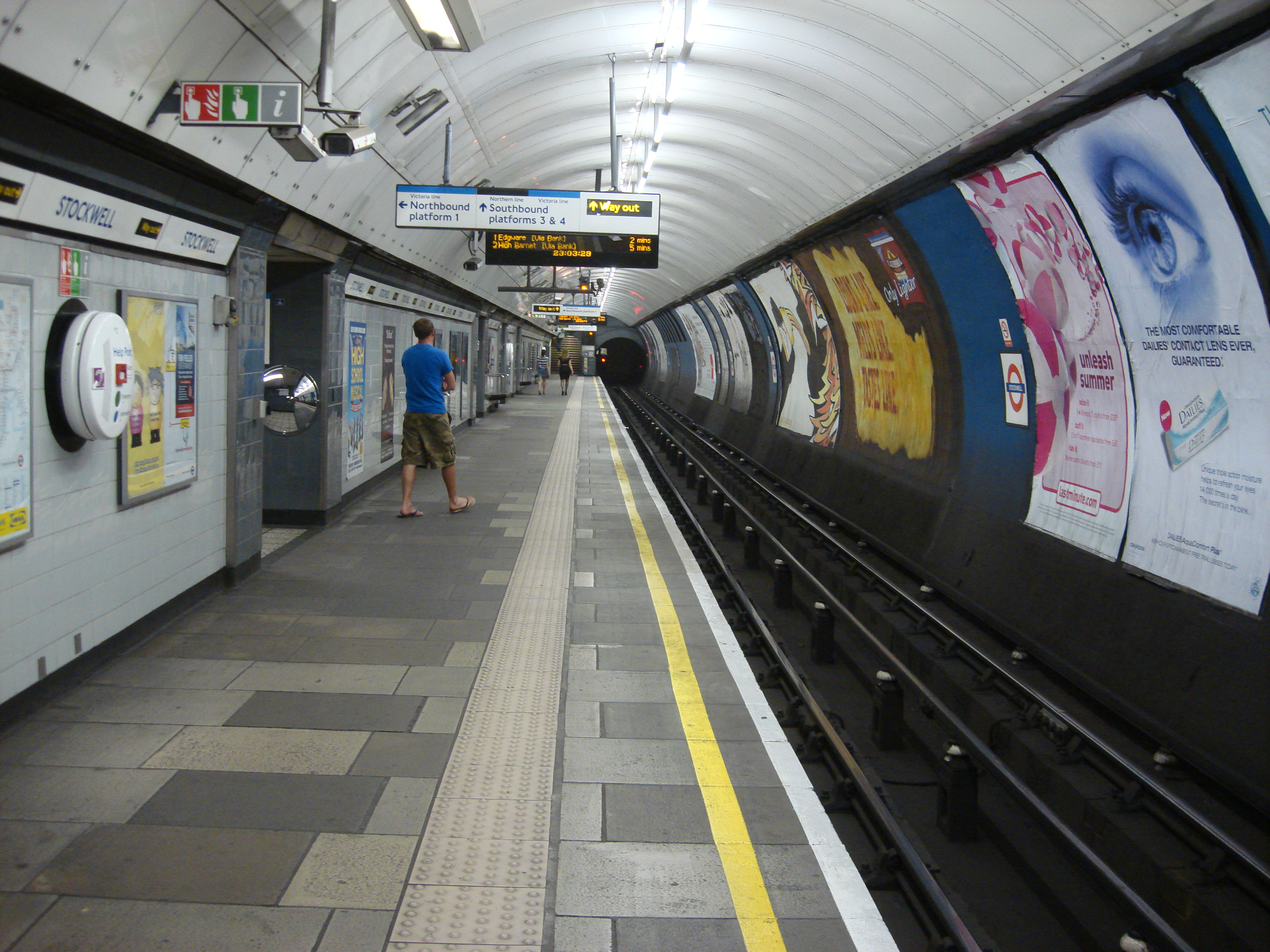
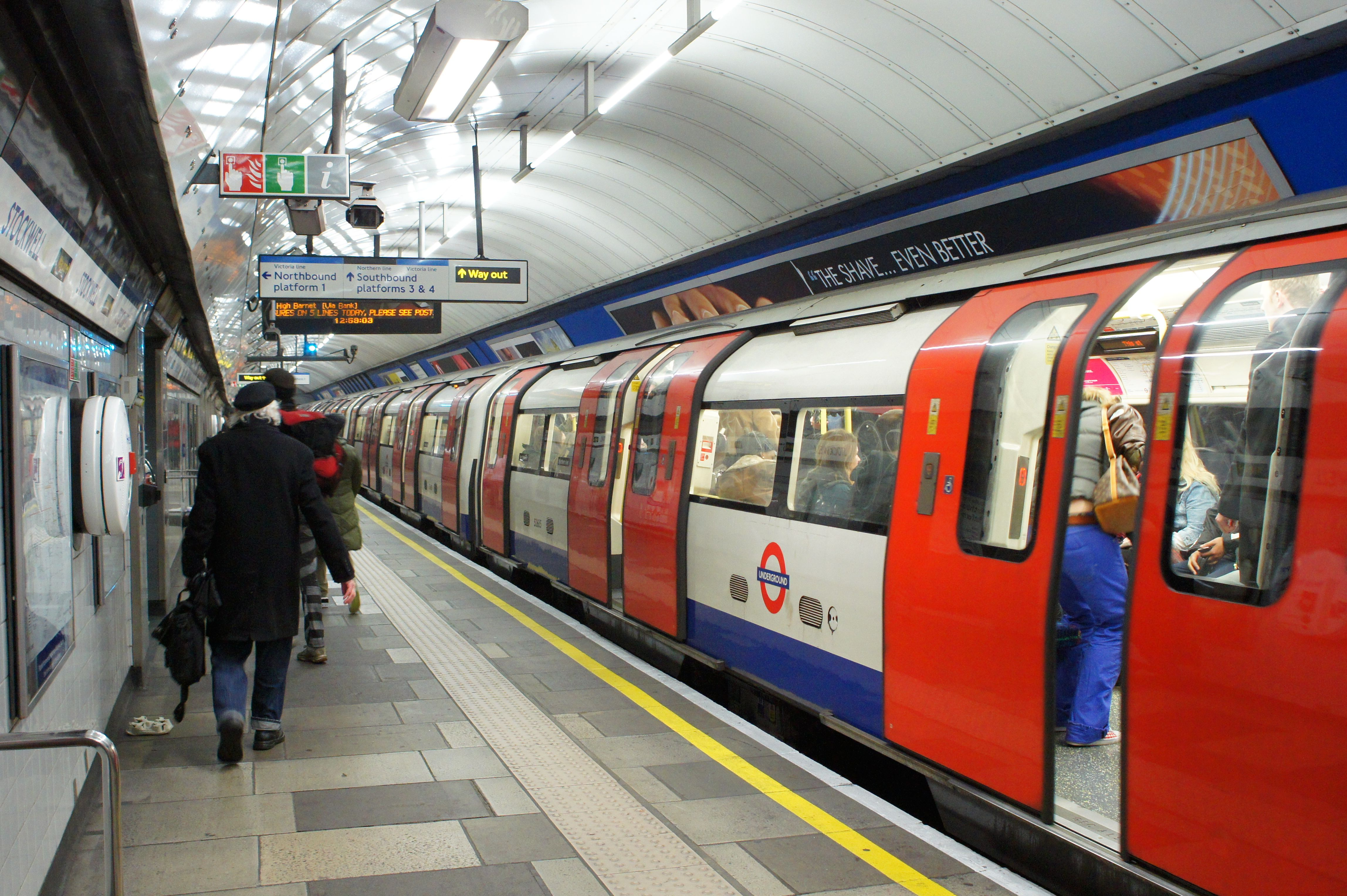

### Intermodalité
La station est desservie par les lignes de bus : 2 (Marylebone station - West Norwood), 50 (Croydon Town Centre - Stockwell), 88 (Parliament Hill Fields - Clapham Common) service 24/7, 155 (Elephant & Castle - Tooting St George's Hospital), 196 (Elephant & Castle - Norwood Junction station), 333 (Elephant & Castle - Tooting Broadway), 345 (Peckham - South Kensington) service 24/7 , P5 (Elephant & Castle station - Nine Elms), N2 (Crystal Palace, N155 (Morden - Aldwych) service de nuit.
À la sortie de la station il y a une station de location de vélos en libre service Santander Cycles dans Binfield Road. Il y en a une autre à proximité sur Clapham Road.

## À proximité
- Stockwell